# Газа, Бернард фон
Бернард фон Газа (нем. Bernhard von Gaza; 6 мая 1881, Узедом, Мекленбург — Передняя Померания — 25 сентября 1917, Лангемарк-Пулкапелле, Западная Фландрия) — немецкий гребец, бронзовый призёр летних Олимпийских игр 1908.
На Играх 1908 в Лондоне Газа участвовал в соревновании одиночек. Он выиграл две гонки, но проиграл в полуфинале британцу Гарри Блэкстаффу и занял третье место, получив бронзовую медаль.
Во время Первой мировой войны фон Газа служил обер-лейтенантом в 185-м пехотном полку. В начале 1915 года получил ранение от гранаты. В 1916 году был награждён Железным крестом. 23 сентября 1917 года участвовал в защите немецких позиций при нападении английских войск. Во время сражения попал в плен. Считается, что фон Газа умер, находясь в плену у англичан, и был похоронен на военном кладбище Dozingheim в Виетерене, Бельгия.